# 22e méridien est
En géographie, le 22e méridien est est le méridien joignant les points de la surface de la Terre dont la longitude est égale à 22° est.

## Géographie

### Dimensions
Comme tous les autres méridiens, la longueur du 22e méridien correspond à une demi-circonférence terrestre, soit 20 003,932 km. Au niveau de l'équateur, il est distant du méridien de Greenwich de 2 449 km,.
Avec le 158e méridien ouest, il forme un grand cercle passant par les pôles géographiques terrestres.

### Régions traversées
En commençant par le pôle Nord et descendant vers le sud au pôle Sud, Le 22e méridien est passe par:
| Coordonnées          | Pays, territoire ou mer          | Notes                                                           |
| -------------------- | -------------------------------- | --------------------------------------------------------------- |
| 90° 00′ N, 22° 00′ E | Océan Arctique                   |                                                                 |
| 80° 08′ N, 22° 00′ E | Norvège                          | Île de Nordaustlandet, Svalbard                                 |
| 79° 22′ N, 22° 00′ E | Mer de Barents                   |                                                                 |
| 78° 33′ N, 22° 00′ E | Norvège                          | Îles de Barentsøya et Edgeøya, Svalbard                         |
| 77° 31′ N, 22° 00′ E | Mer de Barents                   |                                                                 |
| 72° 55′ N, 22° 00′ E | Océan Atlantique                 | Mer de Norvège                                                  |
| 70° 39′ N, 22° 00′ E | Norvège                          | Île de Sørøya                                                   |
| 70° 35′ N, 22° 00′ E | Océan Atlantique                 | Mer de Norvège                                                  |
| 70° 19′ N, 22° 00′ E | Norvège                          |                                                                 |
| 69° 03′ N, 22° 00′ E | Finlande                         |                                                                 |
| 68° 32′ N, 22° 00′ E | Suède                            |                                                                 |
| 65° 22′ N, 22° 00′ E | Mer Baltique                     | Golfe de Botnie                                                 |
| 63° 23′ N, 22° 00′ E | Finlande                         | Le conitnent et plusieurs îles incluant Luonnonmaa et Lillandet |
| 60° 07′ N, 22° 00′ E | Mer Baltique                     | Passe juste à l'ouest de l'île de Hiiumaa, Estonie              |
| 58° 31′ N, 22° 00′ E | Estonie                          | Île de Saaremaa                                                 |
| 58° 14′ N, 22° 00′ E | Mer Baltique                     |                                                                 |
| 57° 59′ N, 22° 00′ E | Estonie                          | Île de Saaremaa                                                 |
| 57° 57′ N, 22° 00′ E | Mer Baltique                     |                                                                 |
| 57° 36′ N, 22° 00′ E | Lettonie                         |                                                                 |
| 56° 25′ N, 22° 00′ E | Lituanie                         |                                                                 |
| 55° 05′ N, 22° 00′ E | Russie                           | Exclave de l'oblast de Kaliningrad                              |
| 54° 20′ N, 22° 00′ E | Pologne                          | Passe par Rzeszów                                               |
| 49° 18′ N, 22° 00′ E | Slovaquie                        |                                                                 |
| 48° 23′ N, 22° 00′ E | Hongrie                          |                                                                 |
| 47° 23′ N, 22° 00′ E | Roumanie                         |                                                                 |
| 44° 38′ N, 22° 00′ E | Serbie                           | Passe juste à l'est de Leskovac                                 |
| 42° 20′ N, 22° 00′ E | Macédoine du Nord                |                                                                 |
| 41° 08′ N, 22° 00′ E | Grèce                            |                                                                 |
| 38° 23′ N, 22° 00′ E | Golfe de Corinthe                |                                                                 |
| 38° 19′ N, 22° 00′ E | Grèce                            | Péloponnèse                                                     |
| 37° 01′ N, 22° 00′ E | Mer Méditerranée                 |                                                                 |
| 32° 54′ N, 22° 00′ E | Libye                            |                                                                 |
| 20° 32′ N, 22° 00′ E | Tchad                            |                                                                 |
| 13° 06′ N, 22° 00′ E | Soudan                           |                                                                 |
| 12° 38′ N, 22° 00′ E | Tchad                            |                                                                 |
| 10° 52′ N, 22° 00′ E | République centrafricaine        |                                                                 |
| 4° 14′ N, 22° 00′ E  | République démocratique du Congo |                                                                 |
| 9° 45′ S, 22° 00′ E  | Angola                           |                                                                 |
| 13° 00′ S, 22° 00′ E | frontière Angola / Zambie        |                                                                 |
| 16° 12′ S, 22° 00′ E | Angola                           |                                                                 |
| 17° 55′ S, 22° 00′ E | Namibie                          | Bande de Caprivi                                                |
| 18° 13′ S, 22° 00′ E | Botswana                         |                                                                 |
| 26° 39′ S, 22° 00′ E | Afrique du Sud                   | Cap-Nord Cap-Occidental                                         |
| 34° 13′ S, 22° 00′ E | Océan Indien                     |                                                                 |
| 60° 00′ S, 22° 00′ E | Océan Austral                    |                                                                 |
| 70° 09′ S, 22° 00′ E | Antarctique                      | Terre de la Reine-Maud, revendiquée par la Norvège              |